# Rennes
Rennes [ren] (bretonsko Roazhon) je glavno mesto severozahodne francoske regije Bretanje, občina in prefektura departmaja Ille-et-Vilaine. 
Leta 2019 je mesto imelo 220.000 prebivalcev, metropolitansko območje pa 690.467. Rennes je drugo najhitreje rastoče metropolitansko območje v Franciji za Toulousem in pred Montpellierjem, Bordeauxom in Nantesom. 
S 63.000 študenti leta 2013, je tudi osmo največje univerzitetno mesto v Franciji.
V letu 2012 je časnik l'Express imenoval Rennes za »najbolj prijetno mesto v Franciji«.

## Zgodovina
Rennes je upravno glavno mesto francoskega departmaja Ille-et-Vilaine. Pred francosko revolucijo, pred integracijo vojvodine Bretanje v kraljevini Franciji, je bil Rennes glavno mesto vojvodine, z drugimi zgodovinskimi prestolnicami vojvodstva Bretanje, Nantesom in Vannesom. Ima dolgo zgodovino zaradi svoje lege ob sotočju dveh rek in bližine obmejnih regij.

### Zgodnja zgodovina
V drugem stoletju pred našim štetjem so galska plemena znana kot Redones zasedla ozemlje v vzhodni Bretanji, ki približno ustreza sodobnemu departmaju Ille-et-Vilaine in so ustanovili svojo glavno okrožje ob sotočju rek Ille in Vilaine, na mestu današnjega Rennesa. Čeprav je ime plemena - iz keltščine root (rdeč) soroden z ride, kar namiguje da so bili Redones znani po konjeništvu - je bilo verjetno sčasoma privzeto za njihovo glavno mesto Rennes; glavno okrožje Redonesov se istočasno sklicuje na Condate, keltski izraz za sotočje, ki je bilo uporabljeno za imenovanje številnih krajev v antični Galiji.
V začetku 1. stoletja pred našim štetjem, so Redones sprejeli grško in rimsko prakso izdaje kovancev , prilagodili oziroma posneli zlate kovance Filipa II. Makedonskega, v značilen keltski kovanec iz kovinske zlitine, imenovan milijard. Brez napisov, kot je bila keltska praksa, so Redones kovanci imeli voznika in bojni voz, katerega konj je imel človeško glavo. Velik depo kovancev so odkrili kot "zaklad Amanlis" junija 1835 in v Saint-Jacques-de-la-Lande, v februarju 1941. V muzeju v Rennesu je velika reprezentativna zbirka.
Leta 57 pr. n. št. so se Redones pridružili galski koaliciji proti Rimu, ki jo je zadušil Mark Licinij Kras. Leta 56 pred našim štetjem so rimski odposlanci kot talci Redones razlog Juliju Cezarju, da je posegel v Armoriko in zatrl upornike, naslednje leto prečkal Rokavski preliv ter odvrnil nadaljnjo podporo Redonesom s strani Britov. Leta 52 pred našim štetjem so se Redones odzvali na poziv Vercingetoriksa,  poglavar galskega plemena Arvernov, da predloži velik kontingent bojevnikov.

### Rimska doba
Mesto je po rimski zasedbi postalo glavno okrožje Redonesov, znano kot Condate Redonum, ali Civitas Riedonum, ki se nanaša na plemena Redones, ki so ga ustanovili. Od tod ime sodobnega mesta Rennes. Najstarejši znani Rennaisan je Titus Flavius Postuminus, znan po tem, da so v Rennesu leta 1969 našli njegov nagrobni kamen. Kot pove že njegovo ime, je bil rojen v flavijski dinastiji pod vladavino Titusa in sicer med letoma 79 in 81 n. št.. Eden od nagrobnih kamnov pove v latinščini, da je prevzel vodenje vseh javnih zadev v Civitas Riedonum. Bil je dvakrat duumvir in flamen (duhovnik) boga Mulla.
V rimski dobi je strateški položaj mesta, na zahodu glavne rimske pote Via Osmia, ki se je raztezala od Condate Redonum do Vorgium (sodobni Carhaix), prispeval k njegovi pomembnosti.
V letu 275 je grožnja barbarov pripeljala do izgradnje obzidja okrog Rennesa. V zadnjih dnevih rimskega imperija v 5. stoletju, je grozila nevarnost kmečkih roparjev označenih kot bagaudae. Armoriški polotok in tudi Bretanja ter zato Rennes, so pomenili zadnjo trdnjavo zahodnega rimskega cesarstva proti Klovisu I., ki je zasedel večino območja Alamanov, nato še Vizigote.
Sveti sedež Rennesa je bil ustanovljen leta 453 s cerkvijo, ki je stala na mestu sedanje stolnice od začetka šestega stoletja. Eden prvih škofov Rennesa, Melanie - ki bi postal zavetnik mesta - je igral pomembno vlogo v mirovnem sporazumu med Franki in Amoričani  leta 497. Slavnostno je razglasil "Il faut faire la paix entre chrétiens" ("Mir je treba narediti med kristjani").

### Srednji vek
V 5. stoletju so Bretonci zasedli zahodni del Armoricanskega polotoka, ki je bil znan kot Bretanja, medtem ko so Franki zasedali preostanek Armorice. Začeli s širitvijo in preprečili vdor  Bretoncev, so Karolingi ustanovili pokrajino Bretonsko marko ( ali mejno provinco, sestavljeno iz grofij Rennes, Nantes in Vannes. Te marke so bile v celoti absorbirane v kraljestvo Bretanja v 9. stoletju, Rennes je postal popolnoma Bretonski leta 851. Ves čas obstoja Bretanje kot neodvisne države - najprej kot kraljestva in nato kot vojvodina - je Rennes veljal za enega od treh mest, ki so delovala kot glavno mesto območja, drugi dve mesti sta bili Nantes in Vannes. V stolnici v Rennesu so kronali vojvode Bretanje.
Med Bretonsko nasledstveno vojno (1356-1357) je Rennes oblegal Henriku Grosmont (vojvoda Lancaster), bratranec angleškega kralja, vendar je Bertrand du Guesclin prodrl v mesto in strl odpor s končno zmago. Po skoraj letu, je leta 1357 Lancaster priznal angleško zmago.
Leta 1491 je francoska vojska Karla VIII., pod vodstvom generala Louis II. de la Trémoille,  neuspešno napadel Rennes. Bretanja se je že vdala drugje, Rennes sam pa se je še upiral. Branilci Rennesa so bili odločeni, da se uprejo do smrti, a se je vojvodinja Anne Bretanska odločila za pogajanja. Nastala pogodba z dne 15. november 1491, ki je narekovala njeno poroko s Karlom VIII. in s tem prinesla Bretanjo v francosko kraljestvo. Anne je vneto varovala Bretansko avtonomijo in pogodba je obljubljala, da bo pravosodje še naprej delovalo v skladu s prakso, običaji in navadami kot do tedaj. Poleg tega je omogočala nadaljevanje Parlementa Bretanje, ki je se je sestal med februarjem in aprilom 1493 in med septembrom 1494 in septembrom 1495. 
Leta 1720 je velik požar uničil vse predalčne lesene hiše v severnem delu mesta. Obnova je bila narejena iz kamna.
- Vrata Mordelles (Portes mordelaises), zgrajena leta 1440, ena od srednjeveških vrat v mesto.
- Bretanski Parlement, zgrajen 1618–1655.
- Star slog ulice v Rennesu
- Nov slog ulice v Rennesu, po požaru 1720.

### Moderna doba
Leta 1857 je bila zgrajena železniška postaja Rennes, ki se postopoma privedla do širjenja mesta na jug. Leta 1899 je drugo sojenje Alfredu Dreyfusu v Rennesu povzročila nacionalno senzacijo.
Z več fakultetami Bretanske Univerze, ki so se preselile iz Nantesa v Rennes, se je začela  prava šola leta 1730, popolna Univerza pa je začela delovati leta 1885 (čeprav se ni tako imenovala do 1896, in se omenja kot Conseil des facultés).
Med drugo svetovno vojno je Rennes utrpel veliko škodo od treh nemških letal, ki so napadla vlak streliva parkiran poleg francoskih in angleških čet in v bližini vlaka beguncev: 1000 ljudi je umrlo. Naslednji dan, 18. junija 1940 so nemške čete vstopile v mesto. Kasneje, v marcu in maju 1943 in ponovno v juniju 1944, je bil Rennes močno bombardiran s strani ameriških in britanskih sil, kar je zahtevalo več sto smrtnih žrtev. Rennes je gostil nemški tranzit POW tabor in POW bolnišnico, kjer je bilo veliko padalcev, ujetih na dan-D. Pattonova vojska je osvobodila glavno mesto Bretanje 4. avgusta, umikajoče nemške čete so razstrelile mostove za seboj, kar je dodalo nadaljnjo škodo. Približno 50.000 nemških zapornikov je bilo nastanjenih v štirih taboriščih v mestu, ki je štelo tedaj le okoli 100.000 prebivalcev.
Od leta 1954 dalje se je mesto zelo razširilo  in postalo med najhitreje rastočimi mesti v Franciji.
- Vhod v ribjo tržnico Les Halles Centrales leta 1922. Danes muzej.
- Nabrežje reke Vilaine.
- Le Palais du Commerce pri Place de la République.
- Lycée Zola, kjer so sodili Alfredu Dreyfusu leta 1889

## Geografija
Mesto leži v severozahodni francoski pokrajini Bretaniji na sotočju rek Ille in Vilaine. S kanalom Ille-Rance, ki se konča pri Saint-Maloju, je povezan z Rokavskim prelivom.

## Uprava
Rennes je sedež enajstih kantonov:
- Kanton Rennes-Bréquigny (del občine Rennes: 15.397 prebivalcev),
- Kanton Rennes-Center (del občine Rennes: 19.017 prebivalcev),
- Kanton Rennes-Center-Zahod (del občine Rennes: 21.264 prebivalcev),
- Kanton Rennes-Center-Jug (del občine Rennes: 15.774 prebivalcev),
- Kanton Rennes-Vzhod (del občine Rennes: 20.323 prebivalcev),
- Kanton Rennes-le-Blosne (del občine Rennes: 21.151 prebivalcev),
- Kanton Rennes-Sever (del občine Rennes: 21.845 prebivalcev),
- Kanton Rennes-Severovzhod (del občine Rennes: 18.224 prebivalcev),
- Kanton Rennes-Severozahod (del občine Rennes, občine Gévezé, Pacé, Parthenay-de-Bretagne: 28.130 prebivalcev),
- Kanton Rennes-Jugovzhod (del občine Rennes, občini Chantepie, Vern-sur-Seiche: 33.459 prebivalcev),
- Kanton Rennes-Jugozahod (del občine Rennes, občini Saint-Jacques-de-la-Lande, Vezin-le-Coquet: 28.707 prebivalcev).

Mesto je prav tako sedež okrožja, v katerega so poleg njegovih vključeni še kantoni Bécherel, Betton, Bruz, Cesson-Sévigné, Châteaugiron, Hédé, Janzé, Liffré, Montauban-de-Bretagne, Montfort-sur-Meu, Mordelles, Plélan-le-Grand, Saint-Aubin-d'Aubigné in Saint-Méen-le-Grand s 569.408 prebivalci.

## Zanimivosti
Rennes je na seznamu francoskih umetnostno-zgodovinskih mest.
- Parlement Bretanje (Plasenn Breujoù Breizh) je verjetno najbolj znana stavba v Rennesu, zgrajena v 17. stoletju, obnovljena po požaru 1994.
- stolnica sv. Petra (cathédrale Saint-Pierre de Rennes) iz 19. stoletja, sedež nadškofije Rennes, Dol in Saint-Malo, francoski zgodovinski spomenik,
- bazilika Notre-Dame-en-Saint-Melaine, opatijska cerkev - 6. do 17. stoletje, v prvi polovici 19. stoletja je služila kot nadomestna stolnica,
- Park Thabor (Parc du Thabor) (1860-67), eden najlepših parkov v Franciji
- klasicistična bazilika Presvetega Odrešenika iz 18. stoletja,
- nekdanji jakobinski samostan iz 14. stoletja,
- ostanki utrdb iz 3. stoletja,
- mestna opera iz leta 1836,
- bretansko narodno gledališče, ustanovljeno leta 1990 z združitvijo Centre dramatique de l'Ouest in Maison de la Culture,
- muzej lepih umetnosti,
- nabrežje Quai Émile Zola,
- Graščina Haute-Chalais (17. stoletje).

## Fotografije
- Opera
- Subway

## Univerze
- Univerza v Rennesu 1 (politične znanosti, medicina, matematika),
- Univerza v Rennesu 2 - Zgornja Bretanja (jezik, šport, družboslovje).

## Osebnosti
- Jacques Philippe Marie Binet (1786-1856), matematik in astronom,
- Georges Boulanger (1837-1891), general in vojni minister,
- Bertrand d'Argentré (1519-1590), pravnik in zgodovinar,
- Pierre Robiquet (1780-1840), kemik član Académie des Sciences, odkritelj z med drugim kodeina, asparagina in alizarina,
- Madeleine Desroseaux (1873-1939), pesnica in romanopiska.

## Šport
- Stade Rennais F.C., nogometno društvo, ustanovljeno v letu 1901, z domicilom na Stade de la route de Lorient, dvakratni zmagovalec Francoskega pokala;

## Pobratena mesta
| - Exeter, Anglija, Velika Britanija (od 1956) - Rochester, New York, ZDA (od 1958) - Erlangen, Nemčija (od 1964) - Brno, Češka (od 1965) - Sendai, Japonska (od 1967) - Leuven, Belgija (od 1980) - Setif, Alžirija (od 1982) | - Cork, Irska (od 1982) - Almaty, Kazahstan (od 1991) - Plato Dogon, Mali (od 1995) - Poznań, Poljska (od 1998) - Sibiu, Romunija (od 1999) - Jinan, Kitajska (od 2002) |

V Franciji
| - Saint-Gilles-du-Mené, Francija (od 1978) - Rennes-les-Bains, Francija (od 1985) |